# إتش جون كولفيلد
إتش جون كولفيلد (بالإنجليزية: H. John Caulfield)‏ هو فيزيائي أمريكي، ولد في 25 مارس 1936، وتوفي في 31 يناير 2012.